# Rabenberg (Breitenbrunn)

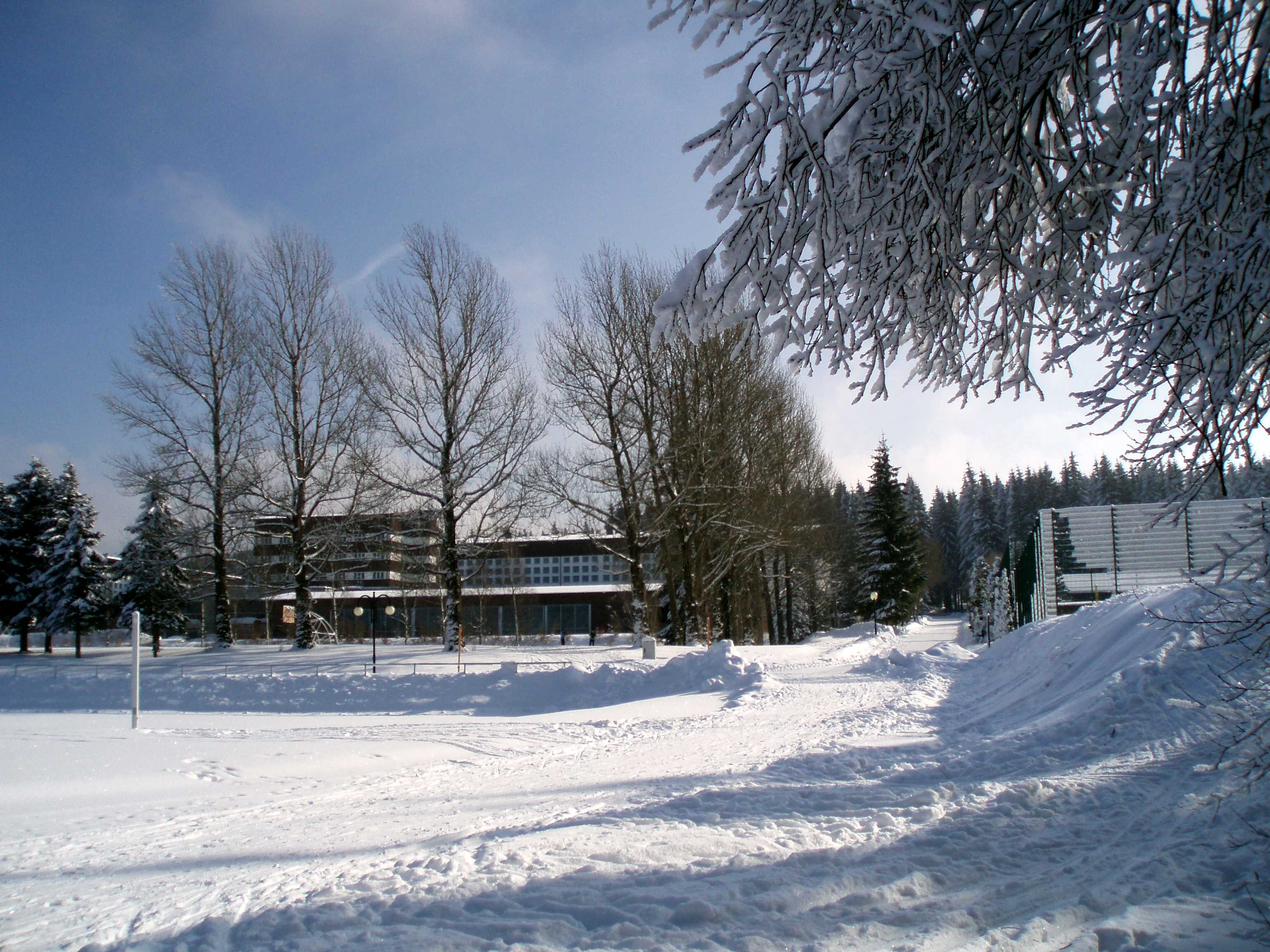
Sportpark Rabenberg

Rabenberg ist ein Ortsteil der Gemeinde Breitenbrunn/Erzgeb. im sächsischen Erzgebirgskreis. Die Gebäude wurden 1948 als Bergarbeitersiedlung durch die Wismut errichtet. Anfang der 1960er Jahre fanden sie eine neue Nachnutzung als Sportschule, nach 1990 als Sportpark. Die Gebäude bilden zusammen eine Streusiedlung mit wenigen Dauereinwohnern.

## Geschichte

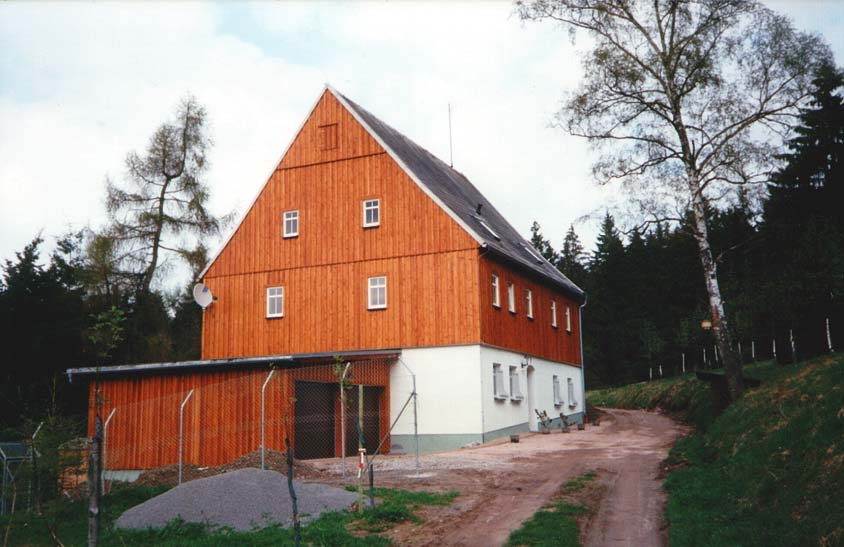
Alt-Rabenberg

Die Besiedlung des Rabenberges begann mit zwei Häusern am Westhang, die bereits um 1600 existierten. Von diesen steht nur noch das ehemalige Forsthaus, während das andere 1991 abbrannte.
1948, mit Aufnahme der Urangewinnung im Schacht 204 des Objektes 08, entstanden etwa 1 km südöstlich erste Baracken zur Unterbringung der Bergleute. Die Siedlung wurde immer weiter ausgebaut und u. a. durch ein Kulturhaus, eine Zweigstelle der Sparkasse, eine Poststelle, einen Kindergarten, einen Friseur sowie ein Ambulatorium ergänzt. Schließlich bestand sie aus über 50 Häusern mit bis zu 5000 Einwohnern.
Nach der Einstellung des Uranbergbaus Ende der 1950er Jahre wurden die Gebäude überwiegend leer gezogen. Der Komplex fand ab 1962 eine neue Nutzung als Sportschule für den DTSB, wo Leistungssportler Trainingslager abhielten. Nach Siegfried Sieber entstand 1966 „eine Gruppe von Trainings-, Wohn- und Verwaltungshäusern für die demokratische Sportbewegung“.
Im Jahr 1990 übernahm der Freistaat Sachsen das Gelände und ließ es zu einem Sportpark umgestalten. Hier gibt es Ende der 2010er Jahre ein Hotel und weitere hochwertige Unterkünfte, einen Klettergarten und mehr als 50 Sportarten stehen zur Auswahl. Laut eigenen Angaben nutzen rund 25.000 Personen die Angebote des Sportparks.